# Sissili
Sissili, Sisili – rzeka na pograniczu Ghany i Burkina Faso. Uchodzi do Wolty Białej.